# Comitato Olimpico Arubano
Il Comitato Olimpico Arubano (noto anche come Comité Olímpico Arubano in papiamento) è un'organizzazione sportiva arubana, nata il 1985 a Oranjestad, Aruba.
Rappresenta questa nazione presso il Comitato Olimpico Internazionale (CIO) dal 1986 ed ha lo scopo di curare l'organizzazione ed il potenziamento dello sport ad Aruba e, in particolare, la preparazione degli atleti arubani, per consentire loro la partecipazione ai Giochi olimpici. L'associazione è, inoltre, membro dell'Organizzazione Sportiva Panamericana.
L'attuale presidente dell'organizzazione è Roy Mezas, mentre la carica di segretario generale è occupata da Nicole Hoevertsz.